# Rafa Brites
Rafaella Sanchotene Brites Andreoli, mais conhecida como Rafa Brites (Porto Alegre, 16 de outubro de 1986) é uma apresentadora brasileira. Foi repórter do programa Mais Você e do reality show Superstar da Rede Globo.

## Biografia
Nascida em Porto Alegre, é formada em Administração de Empresas na FAE Business School Paraná. Trabalhou na parte burocrática da Bossa Nova filmes, mas depois de um período passou a acompanhar os sets de gravação. Morou nos Estados Unidos, onde iniciou a carreira artística fazendo anúncios publicitários, e participações em programas de TV. Em seguida assinou contrato com a Mix TV, sob direção artística de Cris Lobo. Em maio de 2011 começou a apresentar o programa Comando da Mix TV, voltado para o público adolescente.
A artista também apresentou diversos projetos na Web, até que em junho de 2014 foi contratada da Rede Globo para ser a nova repórter do Mais Você, depois de um encontro com Ana Maria Braga em que começou a falar do sonho que ela tinha em trabalhar com a apresentadora da Globo. Depois de ouvir tudo o que Rafa tinha para falar, Ana Maria respondeu: "Para trabalhar comigo, você falar apenas uma língua: a do coração. E essa, só de você vir falar comigo, você já falou".  Antes do encontro, Rafa Brites já havia enviado 343 e-mails para a diretora do programa, Vivi De Marco, contando sobre seu sonho.
Em 2015, passou a apresentar, junto com Fernanda Lima e André Marques, o programa Superstar. Foi repórter do programa Vídeo Show entre 2017 e 2018, quando pediu para deixar a atração. Em 2018, Rafa foi escalada para representar a década de 2000 no programa de variedades Os Melhores Anos das Nossas Vidas, apresentado por Lázaro Ramos.
Atualmente, Rafa Brites está focada em seu projeto pessoal, chamado Transformando Sonhos em Realidade (TSER), que tem o objetivo de ajudar outras pessoas a também realizarem seus sonhos, através de métodos usados por ela e pela família desde 1998. Apesar de, naquele momento, não ter sido intitulado desta forma, o TSER nasceu em 1998, após o pai dela, que trabalhava com estratégia de empresas, implementar um programa com os membros da família: ele levou todo mundo a um hotel, em algo muito parecido com uma convenção de empresas, com palestrantes, apostilas e até uniforme. Lá, Rafa, suas duas irmãs e seus pais compartilhavam seus sonhos e, juntos, pensavam em estratégias que os ajudassem a realizá-los, contando com a ajuda de cada um. Desde então, a família Sanchotene Brites se reúne anualmente para o evento, a fim de compartilhar novos sonhos e suas realizações. Em 2019, o Transformando Sonhos em Realidade ganhou uma conta no Instagram, chamada @tser.rafabrites. Lá, a apresentadora faz lives semanais sobre assuntos relacionados a desenvolvimento pessoal, além de postagens diversas sobre o assunto. Em outubro do mesmo ano, o programa ganhou sua primeira turma de alunas, chamada A Nova Jornada. Após a conclusão das aulas, as participantes recebem um diploma que as qualifica como Influenciadoras de Jornadas.
Em 2024, após sete anos afastada da TV, assinou contrato com a Record TV para apresentar a sétima temporada do reality show Power Couple Brasil, ao lado do marido, o jornalista e apresentador Felipe Andreoli. A dupla se tornou a primeira a dividir a apresentação do programa, em uma adaptação inédita ao formato brasileiro. Em 2025, Rafa e  Andreoli foram oficialmente anunciados como apresentadores de mais dois programas na emissora. O primeiro, Love & Dance, é um dating show inspirado no formato norte-americano Flirty Dancing, que une dança e romance ao promover encontros entre desconhecidos por meio da expressão corporal. O segundo, Game dos 100, é uma competição de resistência, estratégia e superação entre 100 participantes, com um formato dinâmico e de alto impacto visual. Os três programas estrearam ao longo de 2025, marcando o retorno de Brites à televisão e consolidando sua posição no cenário atual do entretenimento brasileiro.

## Vida pessoal
É casada desde novembro de 2011 com o jornalista e humorista brasileiro Felipe Andreoli, ex-integrante do Custe o Que Custar (CQC) e ex-apresentador do Globo Esporte SP. Fruto do casamento, o casal teve dois filhos. Rocco nasceu em 2 de fevereiro de 2017. E Leon nasceu em 22 de fevereiro de 2022.

## Filmografia

### Televisão
| Ano       | Título                            | Função        |
| --------- | --------------------------------- | ------------- |
| 2011–13   | Comando                           | Apresentadora |
| 2013      | Se vira com Rafa Brites           | Apresentadora |
| 2013-2014 | Parada Mix                        | Apresentadora |
| 2014–17   | Mais Você                         | Repórter      |
| 2015–16   | Superstar                         | Repórter      |
| 2017–18   | Vídeo Show                        | Repórter      |
| 2018      | Os Melhores Anos das Nossas Vidas | Painelista    |
| 2025      | Power Couple Brasil               | Apresentadora |
| 2025      | Love & Dance                      | Apresentadora |
| 2025      | Game dos 100                      | Apresentadora |